# Secretário-Geral do Partido Comunista do Vietnã
O Secretário-Geral do Comitê Central do Partido Comunista do Vietnã (em vietnamita: Tổng Bí thư Ban Chấp hành Trung ương Đảng Cộng sản Việt Nam),  simples e informalmente o Secretário-Geral (Tổng bí thư, TBT), é o título atual para o detentor do cargo mais alto dentro do Partido Comunista do Vietnã (PCV), sendo na prática a posição mais alta na política do Vietnã. O cargo de secretário-geral costumava ser o segundo mais alto cargo dentro do partido quando Hồ Chí Minh era o Presidente, um cargo que existiu de 1951 a 1969 e, desde 1969, o secretário-geral tem sido geralmente considerado o mais alto líder do Vietnã. O secretário-geral também detém o título de Secretário da Comissão Militar Central, o principal órgão do partido em assuntos militares.  O atual secretário-geral é Tô Lâm, que ocupa o primeiro lugar no Politburo.  O cargo já foi designado como Primeiro Secretário (em vietnamita: Bí thư Thứ nhất) de 1951 a 1976.
Trần Phú, um dos membros fundadores do Partido Comunista Indochinês, foi o primeiro secretário-geral do partido. Um ano depois de ser eleito, ele foi condenado à prisão pelas autoridades francesas por causa de atividades antifrancesas. Ele morreu na prisão no mesmo ano.  O sucessor de fato de Trần foi Lê Hồng Phong, que liderou o partido por meio do cargo de Secretário-Geral do Comitê Executivo Ultramarino (CEU). O secretário-geral da CEU liderou o partido porque o Comitê Central tinha sido quase aniquilado.  Hà Huy Tập, o terceiro secretário-geral, foi afastado do seu cargo em Março de 1938 e foi preso pelas autoridades em Maio.  Nguyễn Văn Cừ, o quarto secretário-geral, foi preso pelas autoridades em janeiro de 1940 e executado a tiros em 28 de agosto de 1941. Ele foi sucedido por Trường Chinh.  Um artigo no Nhân Dân de 25 de março de 1951 descreveu o papel de Trường Chinh como o "construtor e comandante" da revolução, enquanto Hồ Chí Minh foi referido como "a alma da revolução vietnamita e da resistência vietnamita".  Trường Chinh foi rebaixado do cargo de primeiro secretário em 1956 devido ao seu papel na campanha pela Reforma Agrária".  Hồ Chí Minh assumiu o cargo de primeiro secretário, mas rapidamente nomeou Lê Duẩn como primeiro secretário interino.  Lê Duẩn foi eleito primeiro secretário em 1960 e ficou atrás apenas de Hồ Chí Minh até a morte deste último em 2 de setembro de 1969. 
De 2 de setembro de 1969 até sua morte em 10 de julho de 1986, Lê Duẩn foi o líder indiscutível do Vietnã.  Ele morreu dois meses antes do próximo Congresso Nacional do Partido. Ele foi sucedido por Trường Chinh, o ex-secretário-geral que serviu como o segundo político mais poderoso do Vietnã desde a morte de Hồ Chí Minh. Trường Chinh foi rebaixado de seu cargo no 6º Congresso Nacional do Partido e foi sucedido por Nguyễn Văn Linh.  A imprensa ocidental chamou Nguyễn Văn Linh de "Gorbachev do Vietnã" devido às suas políticas reformistas.  Ele renunciou devido a problemas de saúde em 1991, e Đỗ Mười foi nomeado secretário-geral pelo 7º Congresso Nacional.  Ele governou até 1997, quando foi afastado do poder pela ala reformista do partido.  Lê Khả Phiêu foi o sucessor de Đỗ Mười e foi eleito candidato de compromisso.  Ele foi deposto em 2001, antes do 10º Congresso Nacional do Partido, quando o Comitê Central anulou uma decisão do Politburo; a maioria no Comitê Central votou para remover Lê Khả Phiêu como secretário-geral.  Nông Đức Mạnh o sucedeu e passou a ser considerado um modernizador. Nông Đức Mạnh também foi o primeiro secretário-geral com diploma universitário.  Ele se aposentou em 2011 e foi sucedido por Nguyễn Phú Trọng, que governou por treze anos antes de sua morte. Após sua morte em 2024, Tô Lâm sucedeu Trọng.
O secretário-geral preside o trabalho do Comitê Central, do Bureau Político, do Secretariado e preside reuniões com os principais líderes (Regulamento de Trabalho do Comitê Central, 2011).

## Lista de titulares
| Secretário-Geral do Comitê Central do Partido Comunista Indochinês Tổng Bí thư Ban Chấp hành Trung ương Đảng Cộng sản Đông Dương             | Secretário-Geral do Comitê Central do Partido Comunista Indochinês Tổng Bí thư Ban Chấp hành Trung ương Đảng Cộng sản Đông Dương | Secretário-Geral do Comitê Central do Partido Comunista Indochinês Tổng Bí thư Ban Chấp hành Trung ương Đảng Cộng sản Đông Dương | Secretário-Geral do Comitê Central do Partido Comunista Indochinês Tổng Bí thư Ban Chấp hành Trung ương Đảng Cộng sản Đông Dương | Secretário-Geral do Comitê Central do Partido Comunista Indochinês Tổng Bí thư Ban Chấp hành Trung ương Đảng Cộng sản Đông Dương | Secretário-Geral do Comitê Central do Partido Comunista Indochinês Tổng Bí thư Ban Chấp hành Trung ương Đảng Cộng sản Đông Dương | Secretário-Geral do Comitê Central do Partido Comunista Indochinês Tổng Bí thư Ban Chấp hành Trung ương Đảng Cộng sản Đông Dương |
| N°. [a] | Retrato | Nome (Nascimento–Morte) | Posse | Fim do Mandato | Classificação[b] | Comitê Central |
| --- | --- | --- | --- | --- | --- | --- |
| 1 | A young man, in a suit with a pale shirt and dark tie                                                                            | Trần Phú (1904–1931) | 27 de outubro de 1930 | 6 de setembro de 1931† | 1 | Comitê Central Provisório (1930–35)                                                                                              |
| 2 | A young man, in a suit with a pale shirt and dark tie                                                                            | Lê Hồng Phong (1902–1942) | 27 de outubro de 1931 | 26 de julho de 1936 | 1 | 1º Comitê Central (1935–45) |
| 3 | A young man, in a suit with a pale shirt and dark tie                                                                            | Hà Huy Tập (1906–1941) | 26 de julho de 1936 | 30 de março de 1938 | 1 | 1º Comitê Central (1935–45) |
| 4 | A young man, in a pale shirt and dark jacket                                                                                     | Nguyễn Văn Cừ (1912–1941) | 30 de março de 1938 | 9 de novembro de 1940 | 1 | 1º Comitê Central (1935–45) |
| 5 | A balding man looking to the left, dressed in a dark jascket buttoned to the neck                                                | Trường Chinh (1907–1988) | 9 de novembro de 1940 | 11 de novembro de 1945 | 1 [c] | 1º Comitê Central (1935–45) |
| Primeiro Secretário do Comitê Central do Partido dos Trabalhadores do Vietnã Bí thư Thứ nhất Ban Chấp hành Trung ương Đảng Lao động Việt Nam | | | | | | |
| N°. [a] | Retrato | Name (Nascimento–Morte) | Posse | Fim do Mandato | Classificação | Comitê Central |
| 5 | A balding man looking to the left, dressed in a dark jascket buttoned to the neck                                                | Trường Chinh (1907–1988) | 19 de fevereiro de 1951 | 5 de outubro de 1956 | 2 | 2º Comitê Central (1951–60) |
| 6 | A thin-faced man with a long beard wearing traditional clothing                                                                  | Hồ Chí Minh (1890–1969) | 5 de outubro de 1956 | 10 de setembro de 1960 | 1 | 2º Comitê Central (1951–60) |
| 6 | A thin-faced man with a long beard wearing traditional clothing                                                                  | Hồ Chí Minh (1890–1969) | 5 de outubro de 1956 | 10 de setembro de 1960 | 1 | 3º Comitê Central (1960–76) |
| 7 | | Lê Duẩn (1907–1986) | 10 de setembro de 1960 | 20 de dezembro de 1976 | 2 [d] | |
| Secretário-Geral do Comitê Central do Partido Comunista do Vietnã Tổng Bí thư Ban Chấp hành Trung ương Đảng Cộng sản Việt Nam                | | | | | | |
| 7 | | Lê Duẩn (1907–1986) | 20 de dezembro de 1976 | 10 de julho de 1986† | 1 | 4º Comitê Central (1976–81) |
| 7 | 5º Comitê Central (1981–86) | Lê Duẩn (1907–1986) | 20 de dezembro de 1976 | 10 de julho de 1986† | 1 | |
| 5 | A balding man looking to the left, dressed in a dark jacket buttoned to the neck                                                 | Trường Chinh (1907–1988) | 14 de julho de 1986 | 18 de dezembro de 1986 | 1 | 5º Comitê Central (1981–86) |
| 8 | | Nguyễn Văn Linh (1915–1998) | 18 de dezembro de 1986 | 28 de junho de 1991 | 1 | 6º Comitê Central (1986–91) |
| 9 | An old graying man wearing white jacket                                                                                          | Đỗ Mười (1917–2018) | 28 de junho de 1991 | 26 de dezembro de 1997 | 1 | 7º Comitê Central (1991–96) |
| 9 | An old graying man wearing white jacket                                                                                          | Đỗ Mười (1917–2018) | 28 de junho de 1991 | 26 de dezembro de 1997 | 1 | 8º Comitê Central (1996–2001) |
| 10 | | Lê Khả Phiêu (1932–2020) | 26 de dezembro de de 1997 | 22 de abril de 2001 | 1 | |
| 11 | a man with greying black hair, wearing a suit and tie                                                                            | Nông Đức Mạnh (1940–)[e] | 22 de abril de 2001 | 19 de janeiro de 2011 | 1 | 9º Comitê Central (2001–06) |
| 11 | a man with greying black hair, wearing a suit and tie                                                                            | Nông Đức Mạnh (1940–)[e] | 22 de abril de 2001 | 19 de janeiro de 2011 | 1 | 10º Comitê Central (2006–11) |
| 12 | | Nguyễn Phú Trọng (1944–2024) | 19 de janeiro de 2011 | 19 de julho de 2024† | 1 | 11º Comitê Central (2011–16) |
| 12 | 12º Comitê Central (2016–21) | Nguyễn Phú Trọng (1944–2024) | 19 de janeiro de 2011 | 19 de julho de 2024† | 1 | |
| 12 | 13º Comitê Central (2021–26) | Nguyễn Phú Trọng (1944–2024) | 19 de janeiro de 2011 | 19 de julho de 2024† | 1 | |
| 13 | | Tô Lâm (1957–) | 3 de agosto de 2024 | Incumbente | 1 | |

| Presidente do Comitê Central do Partido dos Trabalhadores do Vietnã Chủ tịch Ban Chấp hành Trung ương Đảng Lao động Việt Nam | Presidente do Comitê Central do Partido dos Trabalhadores do Vietnã Chủ tịch Ban Chấp hành Trung ương Đảng Lao động Việt Nam | Presidente do Comitê Central do Partido dos Trabalhadores do Vietnã Chủ tịch Ban Chấp hành Trung ương Đảng Lao động Việt Nam | Presidente do Comitê Central do Partido dos Trabalhadores do Vietnã Chủ tịch Ban Chấp hành Trung ương Đảng Lao động Việt Nam | Presidente do Comitê Central do Partido dos Trabalhadores do Vietnã Chủ tịch Ban Chấp hành Trung ương Đảng Lao động Việt Nam | Presidente do Comitê Central do Partido dos Trabalhadores do Vietnã Chủ tịch Ban Chấp hành Trung ương Đảng Lao động Việt Nam | Presidente do Comitê Central do Partido dos Trabalhadores do Vietnã Chủ tịch Ban Chấp hành Trung ương Đảng Lao động Việt Nam |
| N°. | Retrato | Nome (Nascimento–Morte) | Posse | Fim do Mandato | Classificação | Comitê Central |
| --- | --- | --- | --- | --- | --- | --- |
| * | A thin-faced man with a long beard wearing traditional clothing                                                              | Ho Chi Minh (1890–1969) | 19 de fevereiro de 1951 | 2 de setembro de 1969 | 1 | 2º Comitê Central (1951–60) 3º Comitê Central (1960–76)                                                                      |